# Fly Too High
"Fly Too High" is een nummer van de Amerikaanse zangeres Janis Ian. Het verscheen op haar album Night Rains uit 1979. Dat jaar werd het tevens uitgebracht als de tweede single van het album.

## Achtergrond
"Fly Too High" is geschreven door Ian en Giorgio Moroder en geproduceerd door Moroder. Harold Faltermeyer was verantwoordelijk voor het arrangement van het nummer. Het nummer werd uitgebracht in een periode waarin de carrière van Ian in het slop zat; haar vorige album bleek, net als de singles van die plaat, een commerciële flop. Platenmaatschappij Columbia Records vroeg daarom aan Ian om een andere, meer op popmuziek georiënteerde weg in te slaan. Naast muziek voor haar aanstaande album Night Rains schreef zij ook nummers voor een aantal films. "Fly Too High" stond op de soundtrack van Foxes, dat begin 1980 in première ging.
Columbia promootte het album Night Rains in de Verenigde Staten maar nauwelijks. De eerste single "Here Comes the Night" flopte dan ook, en "Fly Too High" kwam eveneens niet in de Billboard Hot 100 terecht. In andere delen van de wereld werd het wel een succes. In Zuid-Afrika werd het een nummer 1-hit, en ook in onder meer Australië en Nieuw-Zeeland kwam het in de top 10. In het Verenigd Koninkrijk was het haar eerste hitgenoteerde single, met plaats 44 in de UK Singles Chart als hoogste positie. In Nederland piekte de single op de vijfde plaats in de Top 40 en de achtste plaats in de Nationale Hitparade, terwijl in Vlaanderen de tweede plaats in een voorloper van de Ultratop 50 werd gehaald.

## Hitnoteringen

### Nederlandse Top 40
| Hitnotering: 22-12-1979 t/m 01-03-1980 | Hitnotering: 22-12-1979 t/m 01-03-1980 | Hitnotering: 22-12-1979 t/m 01-03-1980 | Hitnotering: 22-12-1979 t/m 01-03-1980 | Hitnotering: 22-12-1979 t/m 01-03-1980 | Hitnotering: 22-12-1979 t/m 01-03-1980 | Hitnotering: 22-12-1979 t/m 01-03-1980 | Hitnotering: 22-12-1979 t/m 01-03-1980 | Hitnotering: 22-12-1979 t/m 01-03-1980 | Hitnotering: 22-12-1979 t/m 01-03-1980 | Hitnotering: 22-12-1979 t/m 01-03-1980 | Hitnotering: 22-12-1979 t/m 01-03-1980 |
| Week                                   | 1                                      | 2                                      | 3                                      | 4                                      | 5                                      | 6                                      | 7                                      | 8                                      | 9                                      | 10                                     |                                        |
| -------------------------------------- | -------------------------------------- | -------------------------------------- | -------------------------------------- | -------------------------------------- | -------------------------------------- | -------------------------------------- | -------------------------------------- | -------------------------------------- | -------------------------------------- | -------------------------------------- | -------------------------------------- |
| Nummer                                 | 28                                     | 15                                     | 8                                      | 6                                      | 5                                      | 5                                      | 7                                      | 15                                     | 20                                     | 40                                     | uit                                    |

### Nationale Hitparade
| Hitnotering: 22-12-1979 t/m 08-03-1980 | Hitnotering: 22-12-1979 t/m 08-03-1980 | Hitnotering: 22-12-1979 t/m 08-03-1980 | Hitnotering: 22-12-1979 t/m 08-03-1980 | Hitnotering: 22-12-1979 t/m 08-03-1980 | Hitnotering: 22-12-1979 t/m 08-03-1980 | Hitnotering: 22-12-1979 t/m 08-03-1980 | Hitnotering: 22-12-1979 t/m 08-03-1980 | Hitnotering: 22-12-1979 t/m 08-03-1980 | Hitnotering: 22-12-1979 t/m 08-03-1980 | Hitnotering: 22-12-1979 t/m 08-03-1980 | Hitnotering: 22-12-1979 t/m 08-03-1980 | Hitnotering: 22-12-1979 t/m 08-03-1980 | Hitnotering: 22-12-1979 t/m 08-03-1980 |
| Week                                   | 1                                      | 2                                      | 3                                      | 4                                      | 5                                      | 6                                      | 7                                      | 8                                      | 9                                      | 10                                     | 11                                     | 12                                     |                                        |
| -------------------------------------- | -------------------------------------- | -------------------------------------- | -------------------------------------- | -------------------------------------- | -------------------------------------- | -------------------------------------- | -------------------------------------- | -------------------------------------- | -------------------------------------- | -------------------------------------- | -------------------------------------- | -------------------------------------- | -------------------------------------- |
| Nummer                                 | 39                                     | 26                                     | 14                                     | 22                                     | 16                                     | 8                                      | 8                                      | 9                                      | 14                                     | 15                                     | 17                                     | 40                                     | uit                                    |

### NPO Radio 2 Top 2000
| Nummer met noteringen in de NPO Radio 2 Top 2000 | '99  | '00 | '01  | '02  | '03  | '04  | '05  | '06  | '07 | '08  |
| ------------------------------------------------ | ---- | --- | ---- | ---- | ---- | ---- | ---- | ---- | --- | ---- |
| Fly Too High                                     | 1194 | -   | 1568 | 1406 | 1745 | 1632 | 1907 | 1582 | -   | 1875 |

1. ↑  Een '-' betekent dat het nummer niet was genoteerd en een vetgedrukt getal geeft de hoogste notering aan.
2. ↑  Deze tabel is bijgewerkt tot en met de meest recente editie (2024).